# Содиро, Луис
Луи́с (Луи́джи) Соди́ро (исп. Luis Sodiro, итал. Luigi Sodiro; 1836—1909) — итальянский миссионер-иезуит и ботаник в Эквадоре, специалист по южноамериканским папоротникам, ароидным и перечным.

## Биография
Луиджи Содиро родился в городе Корнедо-Вичентино 22 мая 1836 года в семье Джованни Содиро и Анны Проньяццо. Учился в Виченцской семинарии, затем поступил в Инсбрукский университет. Посещал лекции по ботанике Антона Кернера. В августе 1856 года записан в Орден иезуитов. Некоторое время преподавал в школе в Рагузе.
В 1870 году он был приглашён эквадорским президентом Габриелем Гарсией Морено преподавать в Политехнической школе в Кито. В свободное время занимался изучением местной флоры, в особенности папоротниковидных растений, а также семейств Перечные и Ароидные и родов Бомарея и Страстоцвет. С 1877 года преподавал на дому. С 1886 года Содиро помимо работы в Университете Кито был профессором ботаники в Сельскохозяйственном колледже. Он принимал участие в основании Ботанического сада Кито, был его первым директором.
Луис Содиро скончался 14 мая 1909 года в Кито.
Основной гербарий Содиро был разделён между Центральным университетом Кито (Q) и Эквадорской библиотекой имени Аурелио Эспиносы Полита (QPLS).

## Некоторые научные публикации
- Sodiro, L. Recensio cryptogamarum vascularium provinciae Quitensis. — Quiti, 1883. — 112 p.
- Sodiro, L. Cryptogamae vasculares quitenses. — Quiti, 1893—1895. — 656 p.
- Sodiro, L. Anturios ecuatorianos. — Quito, 1903. — 231 p.

## Роды растений, названные в честь Л. Содиро
- Sodiroa André, 1877 [= Guzmania Ruiz & Pav., 1802]
- Sodiroella Schltr., 1921 [= Telipogon Kunth, 1816]